# Tajuria birumki
Tajuria birumki är en fjärilsart som beskrevs av Ribbe 1926. Tajuria birumki ingår i släktet Tajuria och familjen juvelvingar. Inga underarter finns listade i Catalogue of Life.